# Mark Lorimer
Mark Lorimer (Sussex, 1969) is een Britse danser en choreograaf die bekend is van zijn werk met de in Brussel gevestigde choreografen Anne Teresa De Keersmaeker en Thomas Hauert.

## Opleiding en start als danser
Mark Lorimer studeerde aan de London Contemporary Dance School, waar hij in 1991 afstudeerde. Na zijn studie sloot hij zich aan bij het dansgezelschap The Featherstonehaughs (zustergezelschap van The Cholmondeleys) van choreografe Lea Anderson. Tot 1993 werkte hij met hen aan verschillende podiumkunstenprojecten, films, plaatsgebonden projecten en een adaptatie van Pasolini’s Teorema met theater- en operaregisseuse Lucy Bailey. In 1993 verhuisde hij naar Brussel om er met Compagnie Michèle Anne De Mey te werken aan Pulcinella, een dansproductie met een live uitvoering van de Suite italienne uit Igor Stravinsky’s Pulcinella.

## Samenwerking met Anne Teresa De Keersmaeker / Rosas
Zijn belangrijkste (en langstlopende) samenwerking is de samenwerking die hij in 1994 startte met Anne Teresa De Keersmaeker / Rosas. Vanaf Amor constante, más allá de la muerte (1994) tot En Atendant (2010) danste hij in een tiental nieuwe producties. Verder danste hij ook in heropvoeringen van Bartók / Mikrokosmos (1987), Kinok (1994) en Mozart / Concert Arias. Un moto di gioia (1992). Alle met Anna Teresa de Keersmaeker / Rosas. Hij was repetitor bij In real time (Anne Teresa De Keersmaeker / Rosas, tg stan en AKA Moon, 2000) en Vortex Temporum (2013). In 2009, danste Mark Lorimer met Rosas-danseres Cynthia Loemij ook een choreografie Anne Teresa De Keersmaeker op Prélude à l'après-midi d'un faune van Claude Debussy voor de film Prelude à la Mer van Thierry De Mey.

## Samenwerking met Thomas Hauert / ZOO
Een andere belangrijke samenwerking van Mark Lorimer was die met Thomas Hauert / ZOO,  tussen 1997 en 2005 . Hij danste in zes nieuwe producties van het gezelschap, van Cows in space (Thomas Hauert / ZOO, 1998) tot Modify (Thomas Hauert / ZOO, 2004). Voor 5 (Thomas Hauert, Mark Lorimer, Sara Ludi, Samantha van Wissen en Mat Voorter / ZOO, 2003) creëerden de verschillende toenmalige kernleden van het gezelschap een eigen choreografie. Voor Mark Lorimer was dat Nylon solution, een samenwerking met Chrysa Parkinson.

## Eigen choreografieën
Naast Nylon solution heeft Mark Lorimer nog enkele andere eigen choreografieën gecreëerd. Gebaseerd op een duet met Cynthia Loemij maakte Mark Lorimer in 2008 de video-installatie Mirror Modulation voor de tentoonstelling The Time That Is Left van beeldend kunstenares Manon De Boer in de Frankfurter Kunstverein. Zijn bekendste choreografieën zijn twee choreografieën die hij samen met Cynthia Loemij creëerde: Dancesmith - camel, weasel, whale (Cynthia Loemij en Mark Lorimer, 2013) en To Intimate (Cynthia Loemij en Mark Lorimer, 2011). Die producties toerden in België, Frankrijk, Luxemburg en Zwitserland. To Intimate creëerde hij voor Ovaal vzw, een Brusselse dansorganisatie die hij samen met Cynthia Loemij heeft gesticht. Zijn meest recente choreografie is Darwin’s Gypsy Dance (Mark Lorimer, 2016). Hij creëerde deze voor vijf leden van BODHI PROJECT, een dansgezelschap voor postgraduaatstudenten aan SEAD, Salzburg Experimental Academy of Dance.

## Samenwerking met anderen
Daarnaast heeft Mark Lorimer als danser ook samengewerkt met andere choreografen: Bock and Vincenzi, Mia Lawrence, Jonathan Burrows, Deborah Hay, Alix Eynaudi en Boris Charmatz.

## Werk als docent
Mark Lorimer geeft ook regelmatig les, bij o.a. P.A.R.T.S. (Brussel), ImPulsTanz - Vienna International Dance Festival (Wenen), The Laban Centre (Londen), London Contemporary Dance School, Panetta Movement Centre (New York), Movement Research (New York) en Manufacture (Lausanne).

## Producties
Eigen werk:
- To Intimate (Cynthia Loemij en Mark Lorimer, 2011)[4]
- Dancesmith - camel, weasel, whale (Cynthia Loemij en Mark Lorimer, 2013)[5]
- Darwin’s Gypsy Dance (Mark Lorimer, 2016)[6]

Met Anne Teresa De Keersmaeker / Rosas:
- Amor constante, más allá de la muerte (Anne Teresa De Keersmaeker / Rosas, 1994)
- Erwartung / Verklärte Nacht (Anne Teresa De Keersmaeker / Rosas, 1995)
- Woud, three movements to the music of Berg, Schönberg & Wagner (Anne Teresa De Keersmaeker / Rosas, 1996)
- Repertory Evening (Anne Teresa De Keersmaeker / Rosas, 2002)
- D'un soir un jour (Anne Teresa De Keersmaeker / Rosas, 2006)
- Bartók / Beethoven / Schönberg Repertory Evening (Anne Teresa De Keersmaeker / Rosas, 2006)
- Steve Reich Evening (Anne Teresa De Keersmaeker / Rosas, 2007)
- Zeitung (Anne Teresa De Keersmaeker / Rosas en Alain Franco, 2008)
- The Song (Anne Teresa De Keersmaeker / Rosas, Ann Veronica Janssens en Michel François, 2009)
- En Atendant (Anne Teresa De Keersmaeker / Rosas, 2010)

Mark Lorimer was ook als danser te zien in heropvoeringen van Bartók / Mikrokosmos (Anne Teresa De Keersmaeker / Rosas, 1987), Kinok (Anne Teresa De Keersmaeker / Rosas, 1994) en Mozart / Concert Arias. Un moto di gioia. (Anne Teresa De Keersmaeker/Rosas, 1992). Hij was repetitor bij In real time (Anne Teresa De Keersmaeker / Rosas, tg stan en AKA Moon, 2000) en Vortex Temporum (Anne Teresa De Keersmaeker / Rosas, 2013).
Met Thomas Hauert / ZOO:
- Cows in space (Thomas Hauert / ZOO, 1998)
- Pop-Up Songbook (Thomas Hauert / ZOO, 1999)
- Jetzt (Thomas Hauert /ZOO, 2000)
- Verosimile (Thomas Hauert / ZOO, 2002)
- 5 (Thomas Hauert, Mark Lorimer, Sara Ludi, Samantha van Wissen en Mat Voorter / ZOO, 2003)
- Modify (Thomas Hauert/ZOO, 2004)

Met Alix Eynaudi:
- Monique (Alix Eynaudi, 2012)[9]
- Edelweiss (Alix Eynaudi, 2015)[10]

Met anderen:
- Pulcinella (Compagnie Michèle Anne De Mey, 1994)[11]
- Schreibstück - Version Jonathan Burrows (Thomas Lehmen, 2002-2004)[12]
- The Match (Deborah Hay / The Deborah Hay Dance Company, 2004)[13]
- manger (Boris Charmatz / Musée de la danse, 2014)[14]
- 20 Dancers for the XX Century ((Boris Charmatz / Musée de la danse, in: Museo Nacional Centro de Arte Reina Sofía, 2016)[15]
- Gerhard Richter, une pièce pour le théâtre (Mårten Spångberg, 2017)[16]